# NHL Entry Draft 1986
Der NHL Entry Draft 1986 fand am 21. Juni 1986 im Forum de Montréal in Montréal in der kanadischen Provinz Québec statt. Bei der 24. Auflage des NHL Entry Draft wählten die Teams der National Hockey League (NHL) in zwölf Runden insgesamt 252 Spieler aus. Als First Overall Draft Pick wurde der kanadische Flügelstürmer Joe Murphy von den Detroit Red Wings ausgewählt. Auf den Positionen zwei und drei folgten Jimmy Carson für die Los Angeles Kings und Neil Brady für die New Jersey Devils. Die Reihenfolge des Drafts ergab sich aus der umgekehrten Abschlusstabelle der abgelaufenen Spielzeit 1985/86, wobei die Playoff-Teams nach den Mannschaften an der Reihe waren, die die Playoffs verpasst hatten.
Parallel zum Entry Draft 1986 wurde in diesem Jahr der NHL Supplemental Draft eingeführt, in dem zusätzliche Spieler aus dem US-amerikanischen College-Bereich verpflichtet werden konnten. Unterdessen setzten sich die Tendenzen des Vorjahres mit vergleichsweise wenig ausgewählten Europäern sowie einem generell eher schwächeren Jahrgang fort. Nur Vincent Damphousse und Brian Leetch erreichten den Meilenstein von 1000 Scorerpunkten, während bisher nur Leetch in die Hockey Hall of Fame aufgenommen wurde. Im Gegenteil wurde Neil Brady zum zweiten und bis heute letzten Gesamtdritten (nach Terry Caffery, 1966), der weniger als 100 NHL-Partien absolvierte. Außerdem wurde mit Tom Quinlan erneut ein Spieler gezogen, der später in der MLB Karriere machen sollte – ebenso wie der 1984 ausgewählte Tom Glavine. Zu weiteren nennenswerten Akteuren gehören unter anderem Zarley Zalapski, Scott Young, Craig Janney, Adam Graves, Teppo Numminen, Jyrki Lumme, Ron Tugnutt, Johan Garpenlöv, Darren Turcotte, Lyle Odelein und Wladimir Krutow.

## Draftergebnis

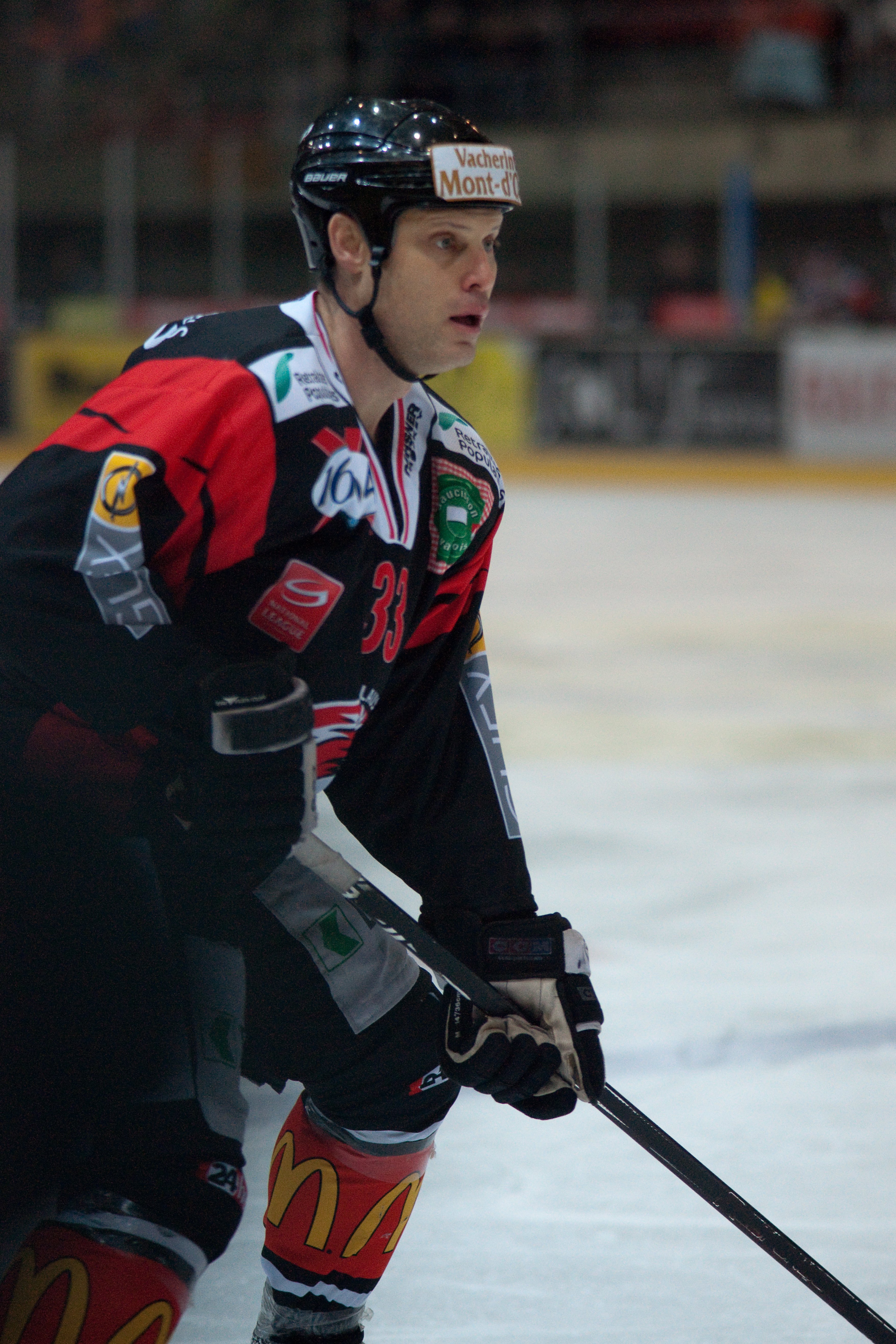
Zarley Zalapski, gewählt an Position 4

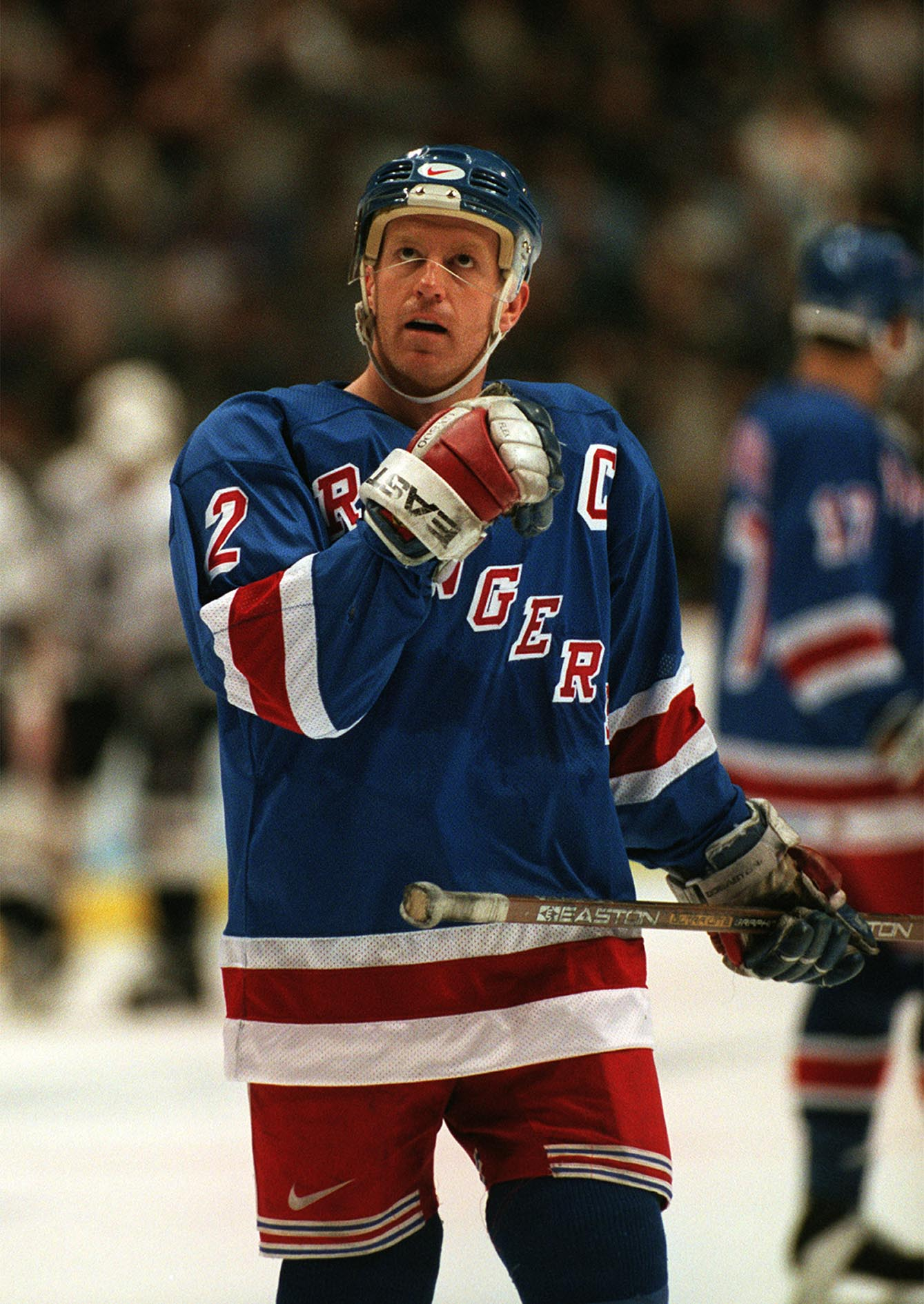
Brian Leetch, gewählt an Position 9

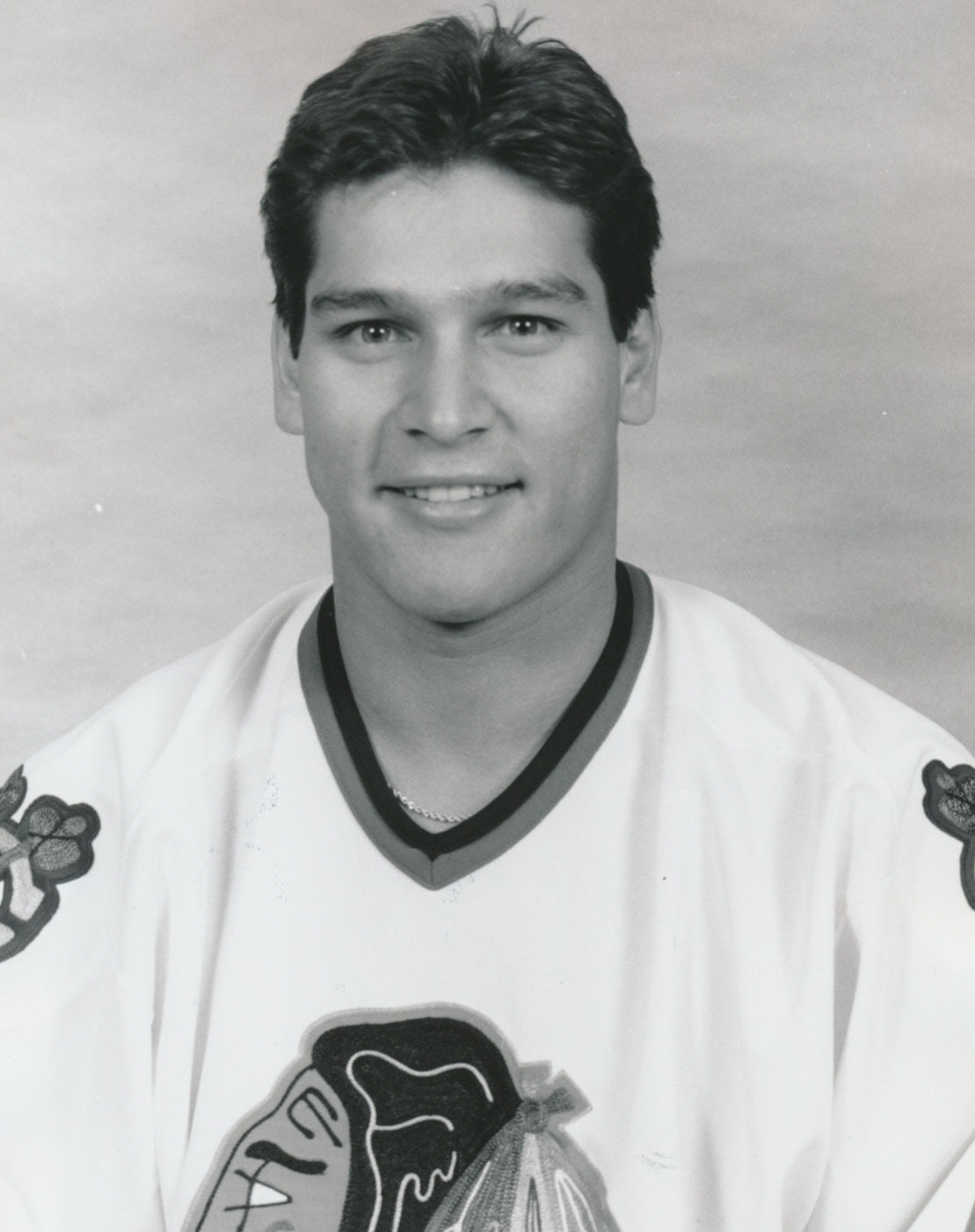
Everett Sanipass, gewählt an Position 14

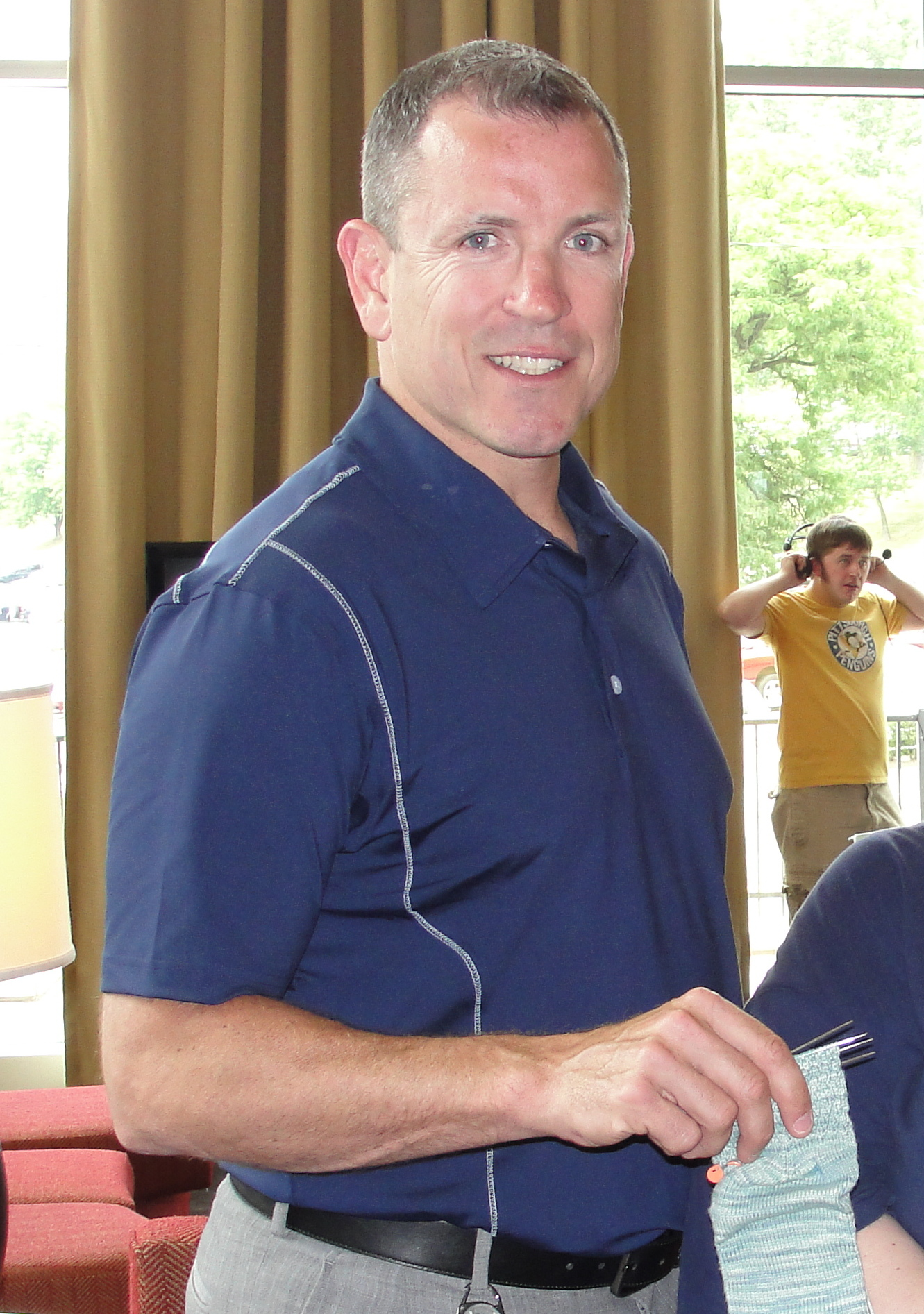
Tom Fitzgerald, gewählt an Position 17

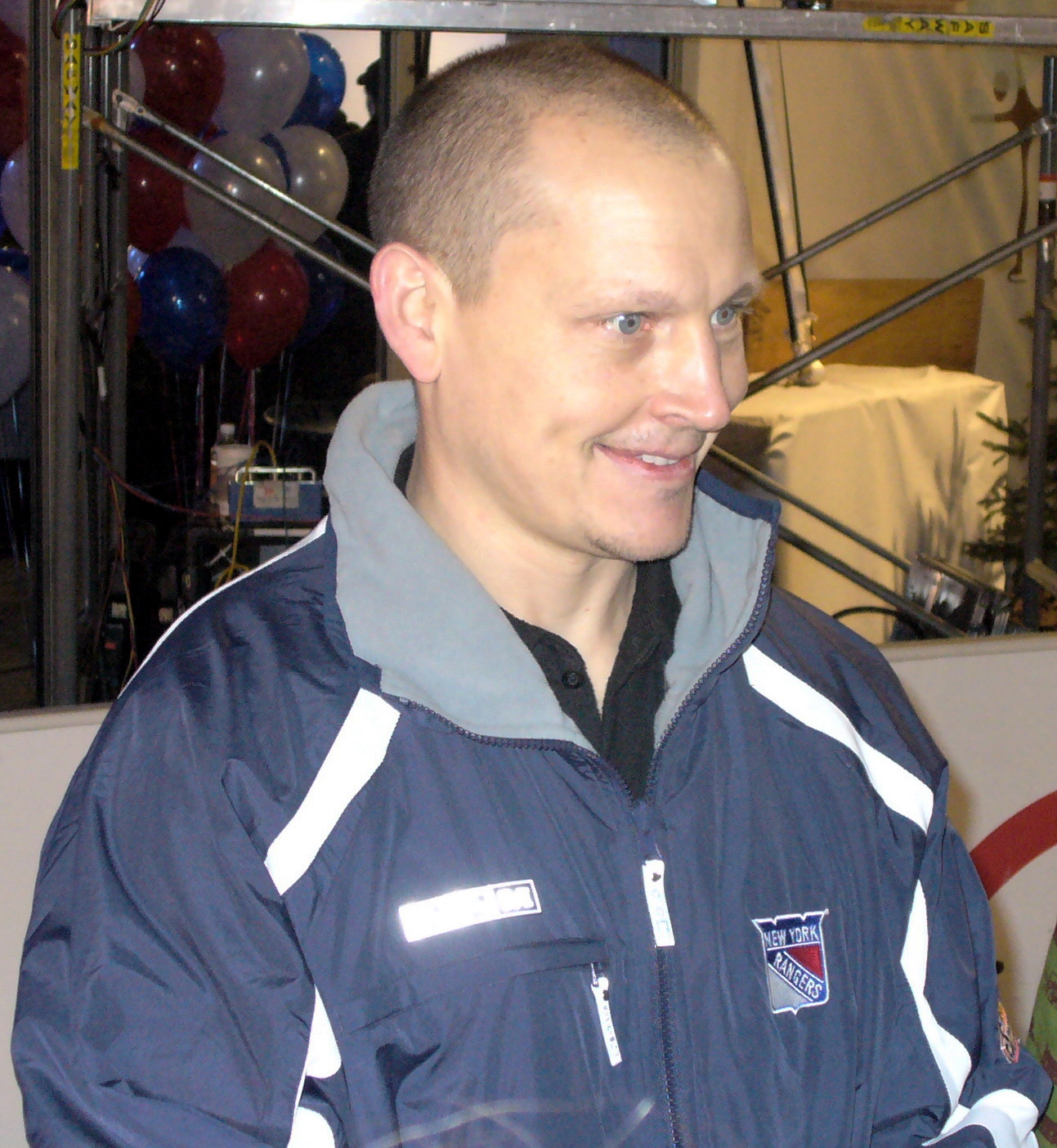
Adam Graves, gewählt an Position 22

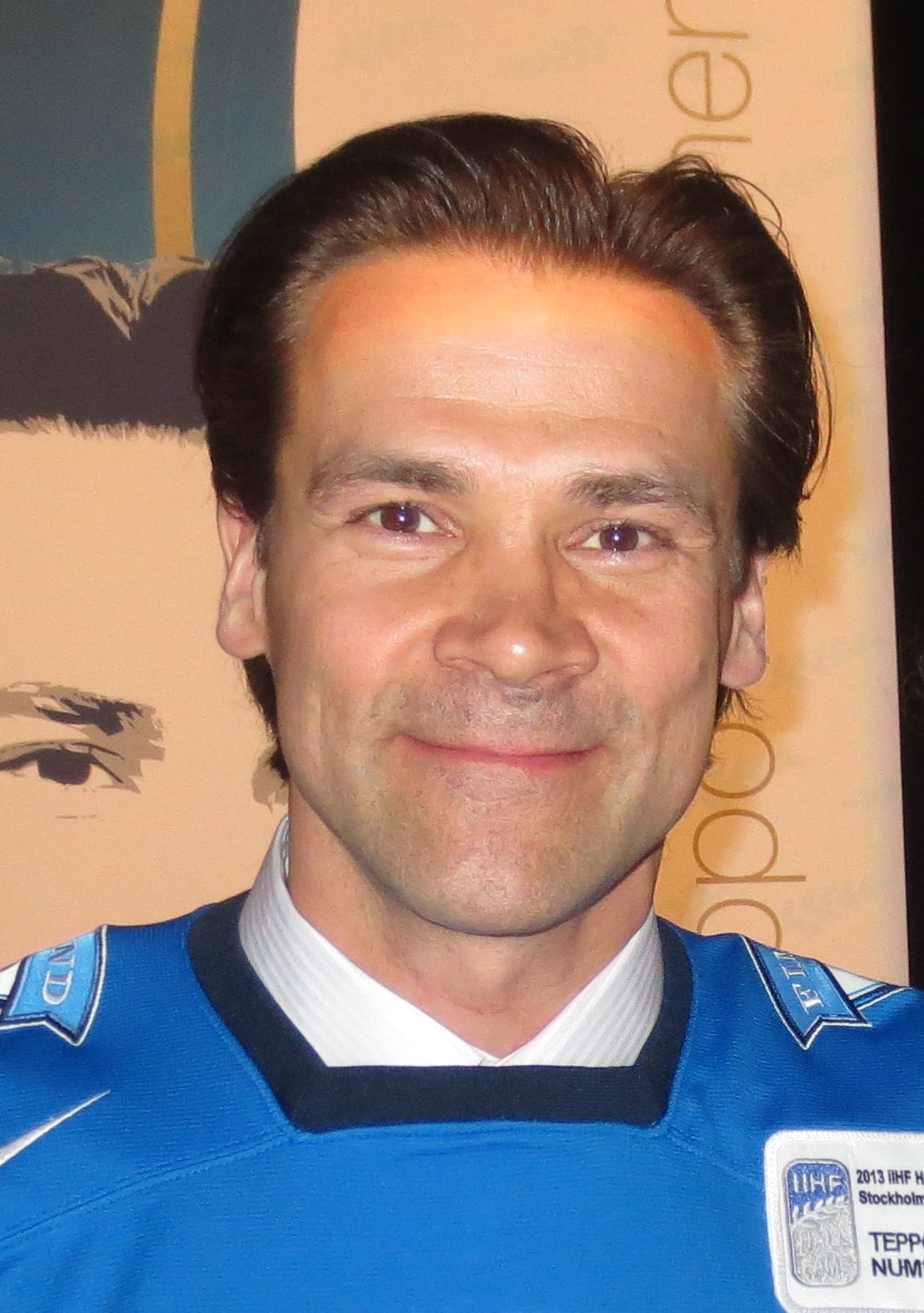
Teppo Numminen, gewählt an Position 29

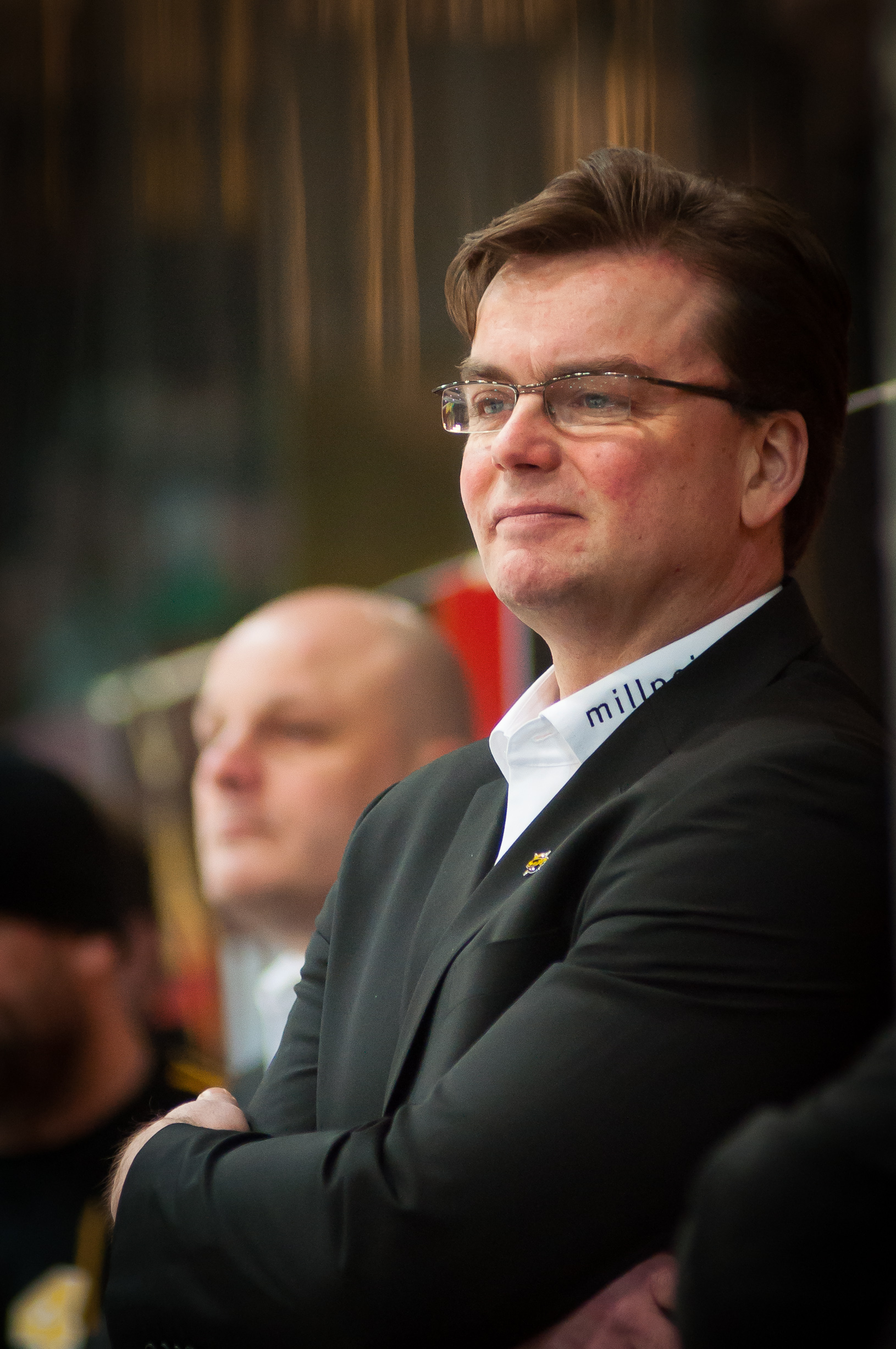
Pekka Tirkkonen, gewählt an Position 34

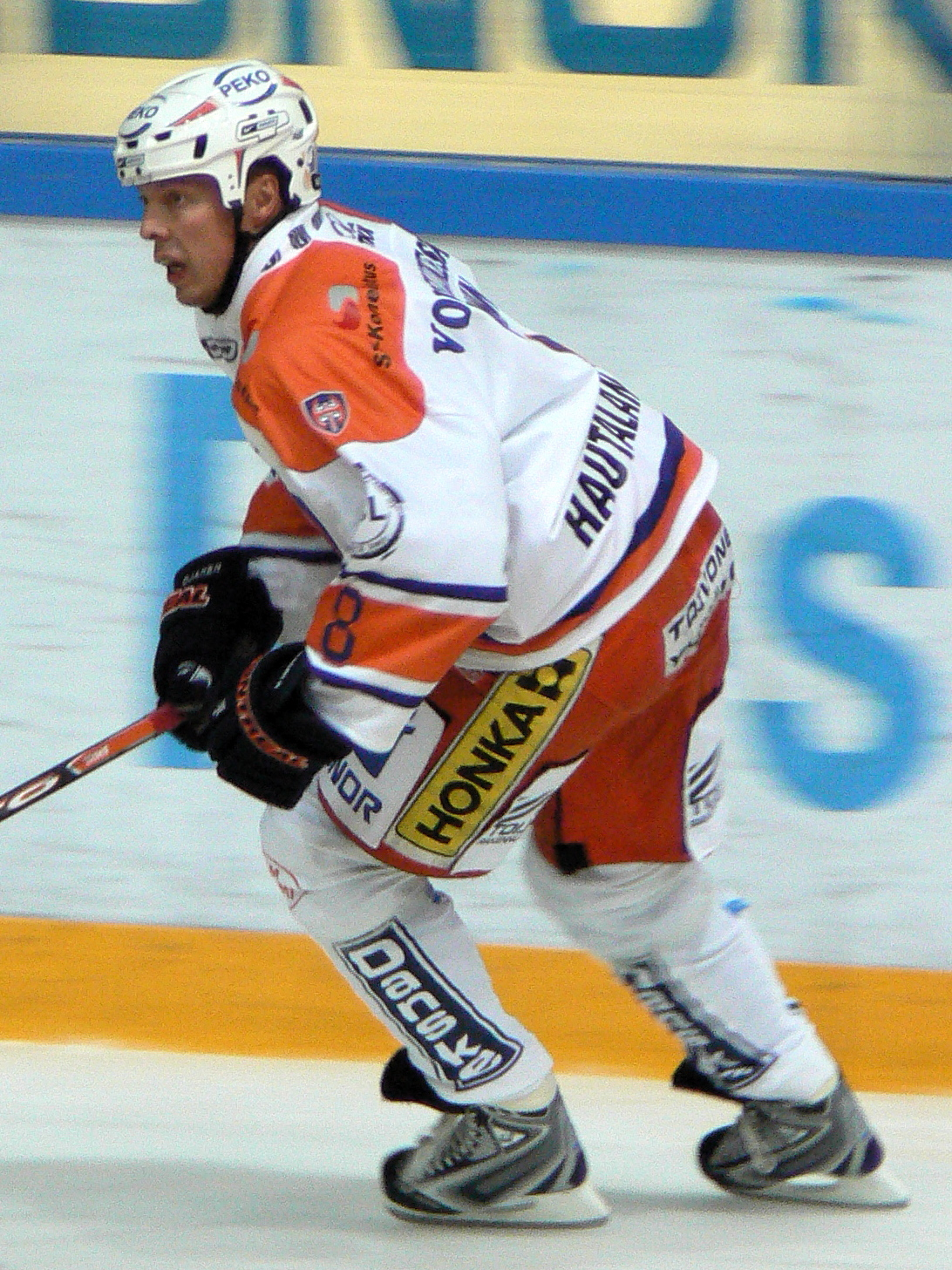
Janne Ojanen, gewählt an Position 45

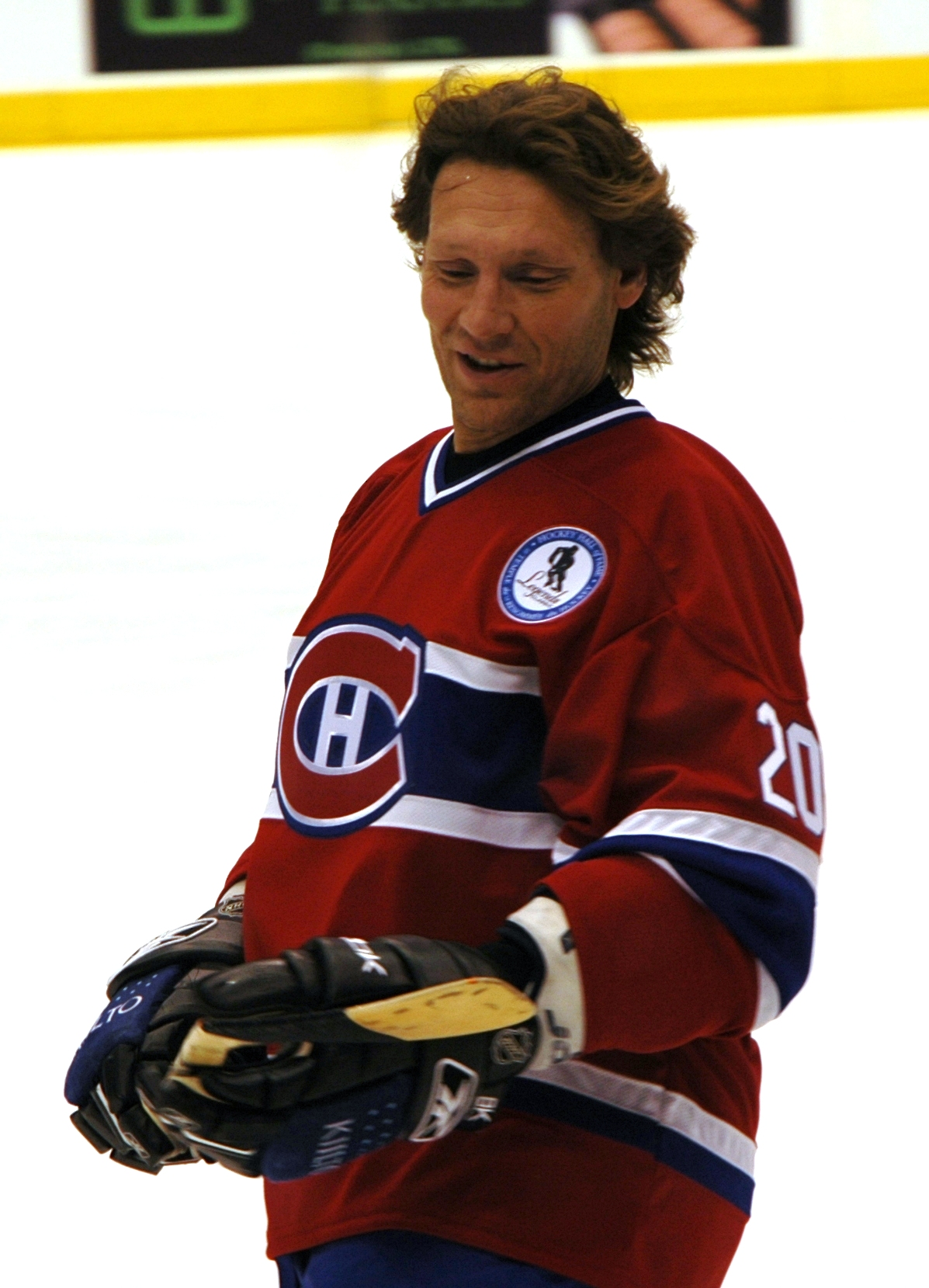
Jyrki Lumme, gewählt an Position 57

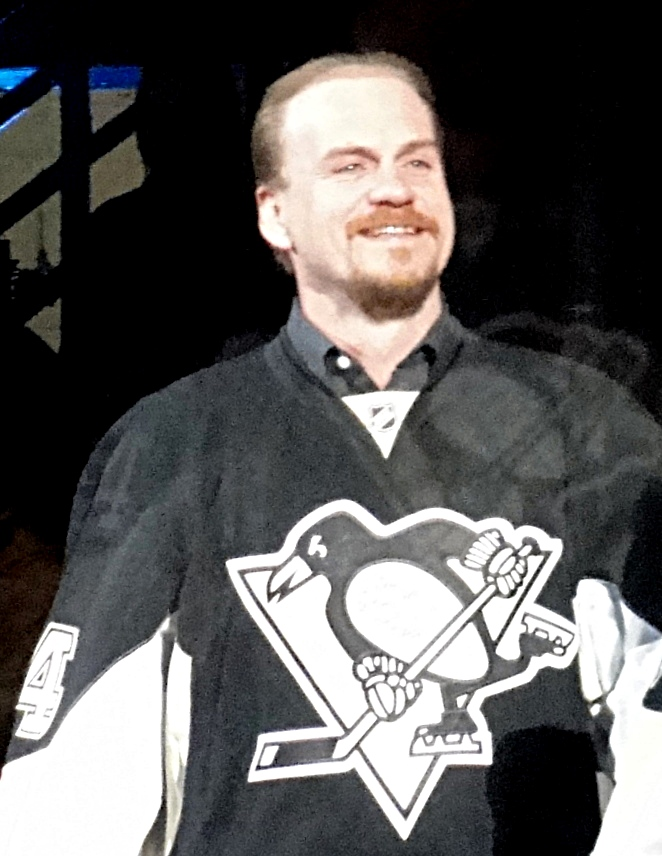
Rob Brown, gewählt an Position 67

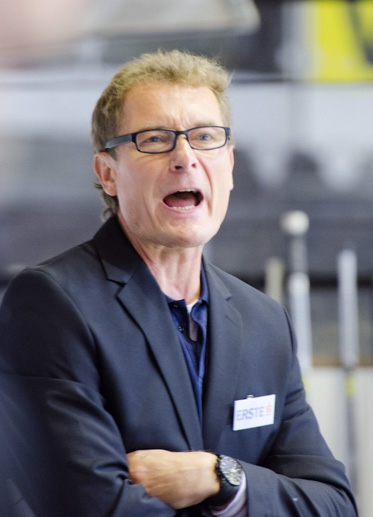
Hannu Järvenpää, gewählt an Position 71

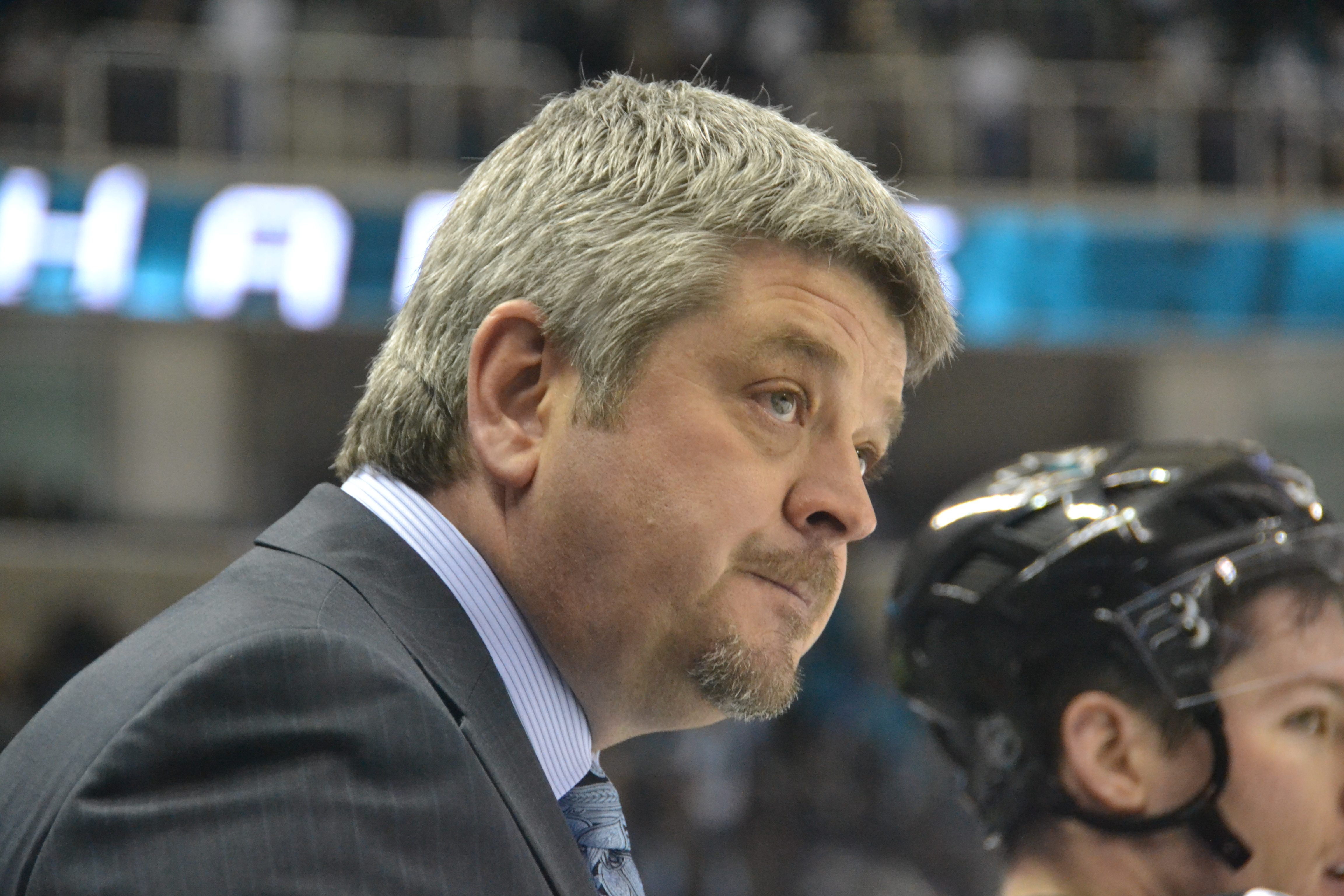
Todd McLellan, gewählt an Position 104

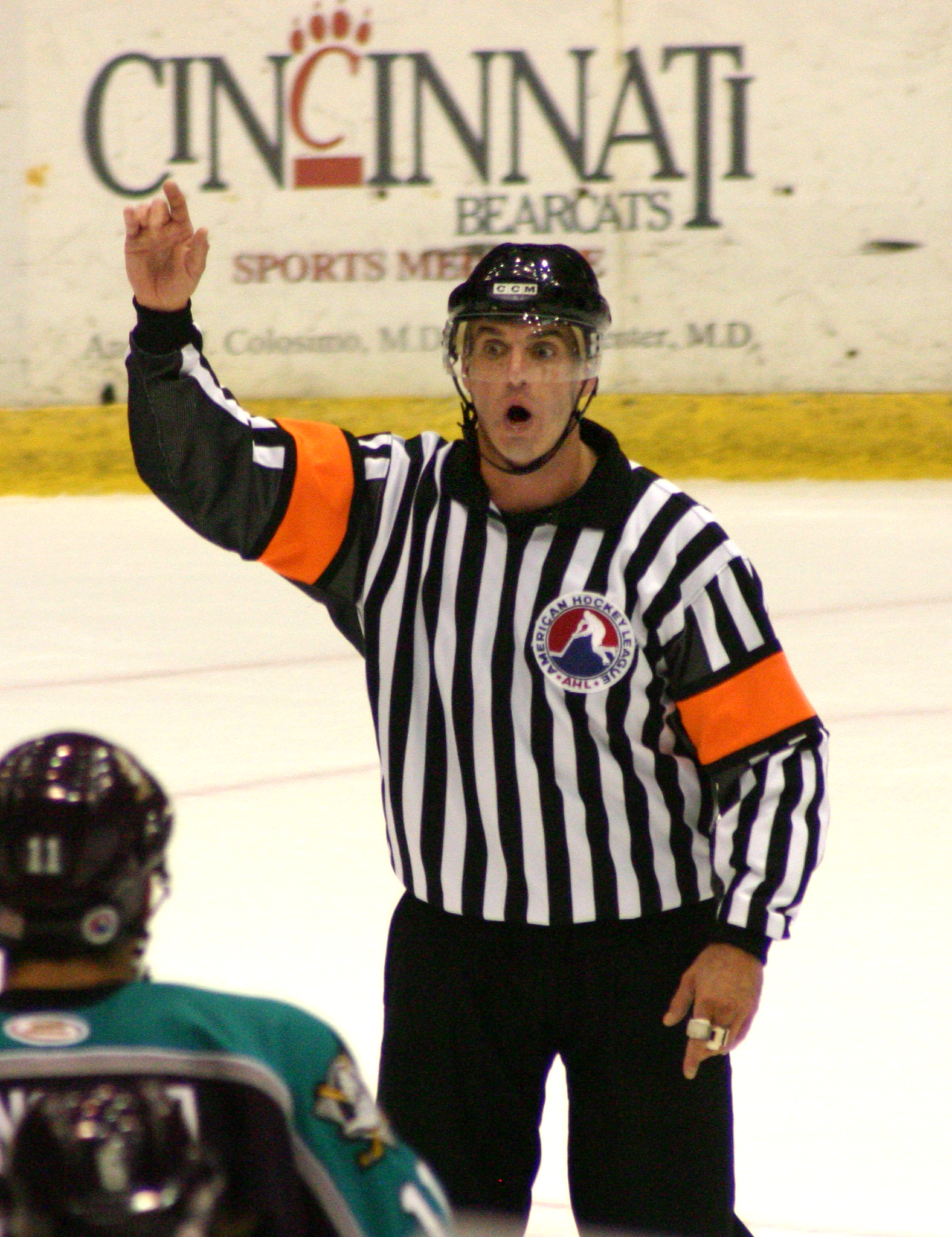
Dean Morton, gewählt an Position 148

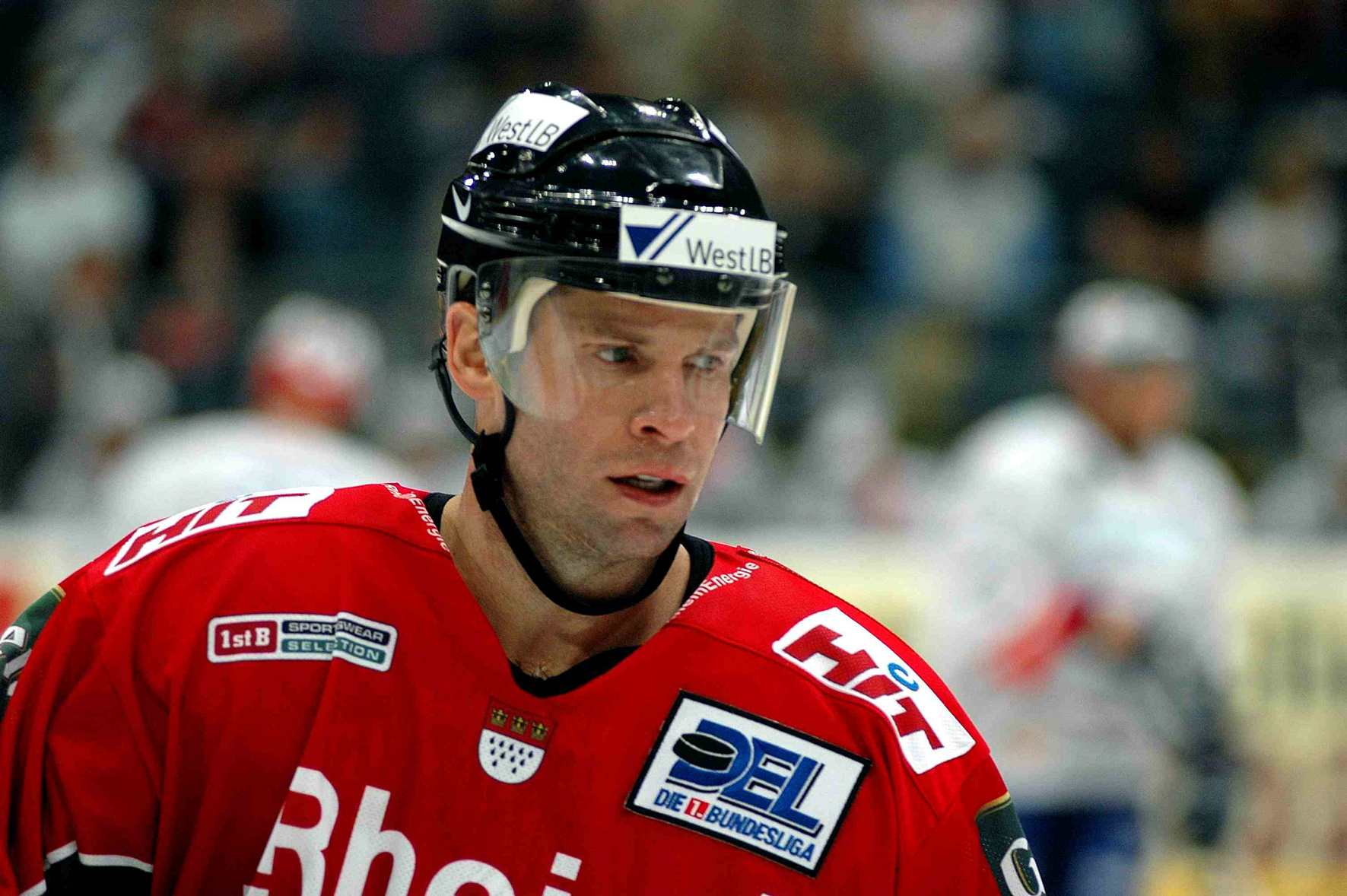
Dave McLlwain, gewählt an Position 172

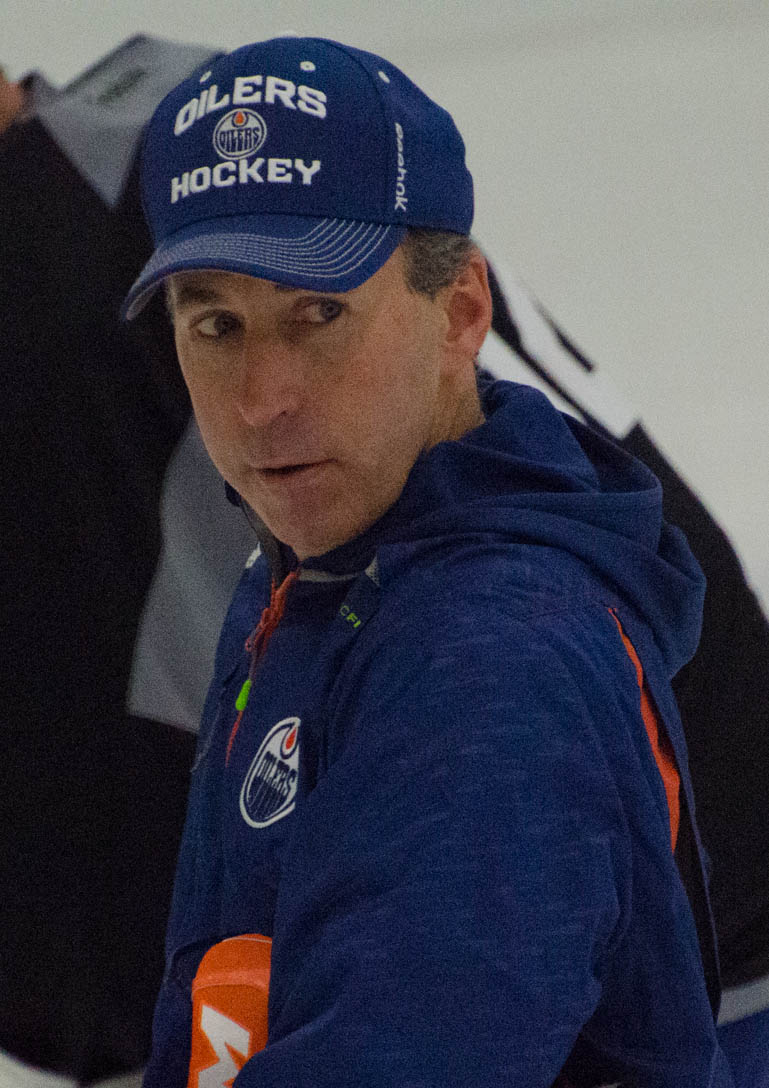
Frédéric Chabot, gewählt an Position 192

| Inhaltsverzeichnis Runde 1 \| Runde 2 \| Runde 3 \| Runde 4 \| Runde 5 \| Runde 6 \| Runde 7 \| Runde 8 \| Runde 9 \| Runde 10 \| Runde 11 \| Runde 12 |

Abkürzungen:
Position mit C = Center, LW = linker Flügel, RW = rechter Flügel, D = Verteidiger, G = Torwart
Farblegende:
 = Spieler, die in die Hockey Hall of Fame aufgenommen wurden

### Runde 1
| #   | Spieler            | Nationalität       | Position | NHL-Team              | College-/Junioren-/Profi-Team        |
| --- | ------------------ | ------------------ | -------- | --------------------- | ------------------------------------ |
| 1.  | Joe Murphy         | Kanada             | RW       | Detroit Red Wings     | Michigan State University (NCAA)     |
| 2.  | Jimmy Carson       | Kanada             | C        | Los Angeles Kings     | Canadien junior de Verdun (LHJMQ)    |
| 3.  | Neil Brady         | Kanada             | C        | New Jersey Devils     | Medicine Hat Tigers (WHL)            |
| 4.  | Zarley Zalapski    | Kanada             | D        | Pittsburgh Penguins   | Hockey Canada                        |
| 5.  | Shawn Anderson     | Kanada             | D        | Buffalo Sabres        | Hockey Canada                        |
| 6.  | Vincent Damphousse | Kanada             | C        | Toronto Maple Leafs   | Titan de Laval (LHJMQ)               |
| 7.  | Dan Woodley        | Kanada             | C        | Vancouver Canucks     | Portland Winter Hawks (WHL)          |
| 8.  | Pat Elynuik        | Kanada             | RW       | Winnipeg Jets         | Prince Albert Raiders (WHL)          |
| 9.  | Brian Leetch       | Vereinigte Staaten | D        | New York Rangers      | Avon Old Farms High (US High School) |
| 10. | Jocelyn Lemieux    | Kanada             | RW       | St. Louis Blues       | Titan de Laval (LHJMQ)               |
| 11. | Scott Young        | Vereinigte Staaten | RW       | Hartford Whalers      | Boston University (NCAA)             |
| 12. | Warren Babe        | Kanada             | LW       | Minnesota North Stars | Lethbridge Broncos (WHL)             |
| 13. | Craig Janney       | Vereinigte Staaten | C        | Boston Bruins         | Boston College (NCAA)                |
| 14. | Everett Sanipass   | Kanada             | LW       | Chicago Blackhawks    | Canadien junior de Verdun (LHJMQ)    |
| 15. | Mark Pederson      | Kanada             | LW       | Canadiens de Montréal | Medicine Hat Tigers (WHL)            |
| 16. | George Pelawa      | Vereinigte Staaten | RW       | Calgary Flames        | Bemidji High (US High School)        |
| 17. | Tom Fitzgerald     | Vereinigte Staaten | RW       | New York Islanders    | Austin Prep (US High School)         |
| 18. | Ken McRae          | Kanada             | RW       | Nordiques de Québec   | Sudbury Wolves (OHL)                 |
| 19. | Jeff Greenlaw      | Kanada             | LW       | Washington Capitals   | Hockey Canada                        |
| 20. | Kerry Huffman      | Kanada             | D        | Philadelphia Flyers   | Guelph Platers (OHL)                 |
| 21. | Kim Issel          | Kanada             | RW       | Edmonton Oilers       | Prince Albert Raiders (WHL)          |

### Runde 2
| #   | Spieler            | Nationalität       | Position | NHL-Team                                        | College-/Junioren-/Profi-Team                |
| --- | ------------------ | ------------------ | -------- | ----------------------------------------------- | -------------------------------------------- |
| 22. | Adam Graves        | Kanada             | LW       | Detroit Red Wings                               | Windsor Compuware Spitfires (OHL)            |
| 23. | Jukka-Pekka Seppo  | Finnland           | C        | Philadelphia Flyers (von Los Angeles Kings)     | Vaasan Sport (II-divisioona)                 |
| 24. | Todd Copeland      | Vereinigte Staaten | D        | New Jersey Devils                               | Belmont Hill High (US High School)           |
| 25. | Dave Capuano       | Vereinigte Staaten | LW       | Pittsburgh Penguins                             | Mount Saint Charles Academy (US High School) |
| 26. | Greg Brown         | Vereinigte Staaten | D        | Buffalo Sabres                                  | St. Mark’s High (US High School)             |
| 27. | Benoît Brunet      | Kanada             | LW       | Canadiens de Montréal (von Toronto Maple Leafs) | Olympiques de Hull (LHJMQ)                   |
| 28. | Kent Hawley        | Kanada             | C        | Philadelphia Flyers (von Vancouver Canucks)     | Ottawa 67’s (OHL)                            |
| 29. | Teppo Numminen     | Finnland           | D        | Winnipeg Jets                                   | Tappara Tampere (SM-liiga)                   |
| 30. | Neil Wilkinson     | Kanada             | D        | Minnesota North Stars (von New York Rangers)    | Selkirk Steelers (MJHL)                      |
| 31. | Mike Posma         | Vereinigte Staaten | D        | St. Louis Blues                                 | Buffalo Jr. Sabres (NAHL)                    |
| 32. | Marc Laforge       | Kanada             | D        | Hartford Whalers                                | Kingston Canadians (OHL)                     |
| 33. | Dean Kolstad       | Kanada             | D        | Minnesota North Stars                           | Prince Albert Raiders (WHL)                  |
| 34. | Pekka Tirkkonen    | Finnland           | C        | Boston Bruins                                   | SaPKo (I-divisioona)                         |
| 35. | Mark Kurzawski     | Vereinigte Staaten | D        | Chicago Blackhawks                              | Windsor Compuware Spitfires (OHL)            |
| 36. | Darryl Shannon     | Kanada             | D        | Toronto Maple Leafs (von Canadiens de Montréal) | Windsor Compuware Spitfires (OHL)            |
| 37. | Brian Glynn        | Kanada             | D        | Calgary Flames                                  | Saskatoon Blades (WHL)                       |
| 38. | Dennis Vaske       | Vereinigte Staaten | D        | New York Islanders                              | Robbinsdale Armstrong High (US High School)  |
| 39. | Jean-Marc Routhier | Kanada             | RW       | Nordiques de Québec                             | Olympiques de Hull (LHJMQ)                   |
| 40. | Steve Seftel       | Kanada             | LW       | Washington Capitals                             | Kingston Canadians (OHL)                     |
| 41. | Stéphane Guérard   | Kanada             | D        | Nordiques de Québec (von Philadelphia Flyers)   | Cataractes de Shawinigan (LHJMQ)             |
| 42. | Jamie Nicolls      | Kanada             | RW       | Edmonton Oilers                                 | Portland Winter Hawks (WHL)                  |

### Runde 3
| #   | Spieler        | Nationalität       | Position | NHL-Team                                                          | College-/Junioren-/Profi-Team        |
| --- | -------------- | ------------------ | -------- | ----------------------------------------------------------------- | ------------------------------------ |
| 43. | Derek Mayer    | Kanada             | D        | Detroit Red Wings                                                 | University of Denver (NCAA)          |
| 44. | Denis Larocque | Kanada             | D        | Los Angeles Kings                                                 | Guelph Platers (OHL)                 |
| 45. | Janne Ojanen   | Finnland           | C        | New Jersey Devils                                                 | Tappara Tampere (SM-liiga)           |
| 46. | Brad Aitken    | Kanada             | LW       | Pittsburgh Penguins                                               | Sault Ste. Marie Greyhounds (OHL)    |
| 47. | Bob Corkum     | Vereinigte Staaten | C        | Buffalo Sabres                                                    | University of Maine (NCAA)           |
| 48. | Sean Boland    | Kanada             | D        | Toronto Maple Leafs                                               | Toronto Marlboros (OHL)              |
| 49. | Don Gibson     | Kanada             | D        | Vancouver Canucks (von Vancouver Canucks via Philadelphia Flyers) | Winkler Flyers (MJHL)                |
| 50. | Esa Palosaari  | Finnland           | RW       | Winnipeg Jets                                                     | Kärpät Oulu U20 (A-nuorten SM-sarja) |
| 51. | Bret Walter    | Kanada             | C        | New York Rangers                                                  | University of Alberta (CIAU)         |
| 52. | Tony Hejna     | Vereinigte Staaten | LW       | St. Louis Blues                                                   | Nichols School (US High School)      |
| 53. | Shaun Clouston | Kanada             | C        | New York Rangers (von Hartford Whalers)                           | University of Alberta (CIAU)         |
| 54. | Rick Bennett   | Vereinigte Staaten | LW       | Minnesota North Stars                                             | Wilbraham & Monson (US High School)  |
| 55. | Rob Zettler    | Kanada             | D        | Minnesota North Stars (von Boston Bruins)                         | Sault Ste. Marie Greyhounds (OHL)    |
| 56. | Kevin Kerr     | Kanada             | RW       | Buffalo Sabres (von Chicago Blackhawks)                           | Windsor Compuware Spitfires (OHL)    |
| 57. | Jyrki Lumme    | Finnland           | D        | Canadiens de Montréal                                             | Ilves Tampere (SM-liiga)             |
| 58. | Brad Turner    | Kanada             | D        | Minnesota North Stars (von Calgary Flames)                        | Calgary Canucks (AJHL)               |
| 59. | Bill Berg      | Kanada             | D        | New York Islanders                                                | Toronto Marlboros (OHL)              |
| 60. | Shawn Simpson  | Kanada             | G        | Washington Capitals (von Nordiques de Québec)                     | Sault Ste. Marie Greyhounds (OHL)    |
| 61. | Jim Hrivnak    | Kanada             | G        | Washington Capitals                                               | Merrimack College (NCAA)             |
| 62. | Marc Laniel    | Kanada             | D        | New Jersey Devils (von Philadelphia Flyers)                       | Oshawa Generals (OHL)                |
| 63. | Ron Shudra     | Kanada             | D        | Edmonton Oilers                                                   | Kamloops Blazers (WHL)               |

### Runde 4
| #   | Spieler           | Nationalität       | Position | NHL-Team                                                                | College-/Junioren-/Profi-Team          |
| --- | ----------------- | ------------------ | -------- | ----------------------------------------------------------------------- | -------------------------------------- |
| 64. | Tim Cheveldae     | Kanada             | G        | Detroit Red Wings                                                       | Saskatoon Blades (WHL)                 |
| 65. | Sylvain Couturier | Kanada             | LW       | Los Angeles Kings                                                       | Titan de Laval (LHJMQ)                 |
| 66. | Anders Carlsson   | Schweden           | C        | New Jersey Devils                                                       | Södertälje SK (Elitserien)             |
| 67. | Rob Brown         | Kanada             | RW       | Pittsburgh Penguins                                                     | Kamloops Blazers (WHL)                 |
| 68. | Dave Baseggio     | Kanada             | D        | Buffalo Sabres                                                          | Yale University (NCAA)                 |
| 69. | Kent Hulst        | Kanada             | C        | Toronto Maple Leafs (von Toronto Maple Leafs via Canadiens de Montréal) | Windsor Compuware Spitfires (OHL)      |
| 70. | Ronnie Stern      | Kanada             | RW       | Vancouver Canucks                                                       | Chevaliers de Longueuil (LHJMQ)        |
| 71. | Hannu Järvenpää   | Finnland           | RW       | Winnipeg Jets                                                           | Kärpät Oulu (SM-liiga)                 |
| 72. | Mark Janssens     | Kanada             | C        | New York Rangers                                                        | Regina Pats (WHL)                      |
| 73. | Glen Featherstone | Kanada             | D        | St. Louis Blues                                                         | Windsor Compuware Spitfires (OHL)      |
| 74. | Brian Chapman     | Kanada             | D        | Hartford Whalers                                                        | Belleville Bulls (OHL)                 |
| 75. | Kirk Tomlinson    | Kanada             | LW       | Minnesota North Stars                                                   | Hamilton Steelhawks (OHL)              |
| 76. | Dean Hall         | Kanada             | C        | Boston Bruins                                                           | St. James High (Canadian High School)  |
| 77. | František Kučera  | Tschechoslowakei   | D        | Chicago Blackhawks                                                      | Sparta ČKD Prag (1. Liga)              |
| 78. | Brent Bobyck      | Kanada             | LW       | Canadiens de Montréal                                                   | Notre Dame High (Canadian High School) |
| 79. | Tom Quinlan       | Vereinigte Staaten | RW       | Calgary Flames                                                          | Hill-Murray High (US High School)      |
| 80. | Shawn Byram       | Kanada             | LW       | New York Islanders                                                      | Regina Pats (WHL)                      |
| 81. | Ron Tugnutt       | Kanada             | G        | Nordiques de Québec                                                     | Peterborough Petes (OHL)               |
| 82. | Erin Ginnell      | Kanada             | C        | Washington Capitals                                                     | Calgary Wranglers (WHL)                |
| 83. | Mark Bar          | Kanada             | D        | Philadelphia Flyers (von Philadelphia Flyers via Los Angeles Kings)     | Peterborough Petes (OHL)               |
| 84. | Dan Currie        | Kanada             | LW       | Edmonton Oilers                                                         | Sault Ste. Marie Greyhounds (OHL)      |

### Runde 5
| #    | Spieler         | Nationalität       | Position | NHL-Team                                     | College-/Junioren-/Profi-Team       |
| ---- | --------------- | ------------------ | -------- | -------------------------------------------- | ----------------------------------- |
| 85.  | Johan Garpenlöv | Schweden           | LW       | Detroit Red Wings                            | Nacka HK (Division 1)               |
| 86.  | Dave Guden      | Vereinigte Staaten | LW       | Los Angeles Kings                            | Roxbury Latin High (US High School) |
| 87.  | Mike Wolak      | Vereinigte Staaten | C        | St. Louis Blues (von New Jersey Devils)      | Kitchener Rangers (OHL)             |
| 88.  | Sandy Smith     | Vereinigte Staaten | RW       | Pittsburgh Penguins                          | Brainerd High (US High School)      |
| 89.  | Larry Rooney    | Vereinigte Staaten | D        | Buffalo Sabres                               | Thayer Academy (US High School)     |
| 90.  | Scott Taylor    | Kanada             | D        | Toronto Maple Leafs                          | Kitchener Rangers (OHL)             |
| 91.  | Eric Murano     | Kanada             | C        | Vancouver Canucks                            | Calgary Canucks (AJHL)              |
| 92.  | Craig Endean    | Kanada             | LW       | Winnipeg Jets                                | Seattle Breakers (WHL)              |
| 93.  | Jeff Bloemberg  | Kanada             | D        | New York Rangers                             | North Bay Centennials (OHL)         |
| 94.  | Eric Aubertin   | Kanada             | D        | Canadiens de Montréal (von St. Louis Blues)  | Bisons de Granby (LHJMQ)            |
| 95.  | Bill Horn       | Kanada             | G        | Hartford Whalers                             | Western Michigan University (NCAA)  |
| 96.  | Jari Grönstrand | Finnland           | D        | Minnesota North Stars                        | Tappara Tampere (SM-Liiga)          |
| 97.  | Matt Pesklewis  | Kanada             | LW       | Boston Bruins                                | St. Albert Saints (AJHL)            |
| 98.  | Lonnie Loach    | Kanada             | LW       | Chicago Blackhawks                           | Guelph Platers (OHL)                |
| 99.  | Mario Milani    | Kanada             | LW       | Canadiens de Montréal                        | Canadien junior de Verdun (LHJMQ)   |
| 100. | Scott Bloom     | Vereinigte Staaten | LW       | Calgary Flames                               | Burnsville High (US High School)    |
| 101. | Dean Sexsmith   | Kanada             | C        | New York Islanders                           | Brandon Wheat Kings (WHL)           |
| 102. | Gerald Bzdel    | Kanada             | D        | Nordiques de Québec                          | Regina Pats (WHL)                   |
| 103. | John Purves     | Kanada             | RW       | Washington Capitals                          | Hamilton Steelhawks (OHL)           |
| 104. | Todd McLellan   | Kanada             | C        | New York Islanders (von Philadelphia Flyers) | Saskatoon Blades (WHL)              |
| 105. | David Haas      | Kanada             | LW       | Edmonton Oilers                              | London Knights (OHL)                |

### Runde 6
| #    | Spieler           | Nationalität       | Position | NHL-Team                                        | College-/Junioren-/Profi-Team            |
| ---- | ----------------- | ------------------ | -------- | ----------------------------------------------- | ---------------------------------------- |
| 106. | Jay Stark         | Kanada             | D        | Detroit Red Wings                               | Portland Winter Hawks (WHL)              |
| 107. | Robb Stauber      | Vereinigte Staaten | G        | Los Angeles Kings                               | Duluth Denfeld High (US High School)     |
| 108. | Troy Crowder      | Kanada             | RW       | New Jersey Devils                               | Hamilton Steelhawks (OHL)                |
| 109. | Jeff Daniels      | Kanada             | LW       | Pittsburgh Penguins                             | Oshawa Generals (OHL)                    |
| 110. | Miguel Baldris    | Kanada             | D        | Buffalo Sabres                                  | Cataractes de Shawinigan (LHJMQ)         |
| 111. | Stéphane Giguère  | Kanada             | LW       | Toronto Maple Leafs                             | Castors de Saint-Jean (LHJMQ)            |
| 112. | Steve Herniman    | Kanada             | D        | Vancouver Canucks                               | Cornwall Royals (OHL)                    |
| 113. | Rob Bateman       | Kanada             | D        | Winnipeg Jets                                   | St. Laurent High (Canadian High School)  |
| 114. | Darren Turcotte   | Vereinigte Staaten | C        | New York Rangers                                | North Bay Centennials (OHL)              |
| 115. | Mike O’Toole      | Kanada             | RW       | St. Louis Blues                                 | Markham Waxers (OJHL)                    |
| 116. | Joe Quinn         | Kanada             | RW       | Hartford Whalers                                | Calgary Canucks (AJHL)                   |
| 117. | Scott White       | Kanada             | D        | Nordiques de Québec (von Minnesota North Stars) | Michigan Technological University (NCAA) |
| 118. | Garth Premak      | Kanada             | D        | Boston Bruins                                   | New Westminster Bruins (WHL)             |
| 119. | Mario Doyon       | Kanada             | D        | Chicago Blackhawks                              | Voltigeurs de Drummondville (LHJMQ)      |
| 120. | Steve Bisson      | Kanada             | D        | Canadiens de Montréal                           | Sault Ste. Marie Greyhounds (OHL)        |
| 121. | John Parker       | Vereinigte Staaten | C        | Calgary Flames                                  | White Bear Lake High (US High School)    |
| 122. | Tony Schmalzbauer | Vereinigte Staaten | D        | New York Islanders                              | Hill-Murray High (US High School)        |
| 123. | Morgan Samuelsson | Schweden           | C        | Nordiques de Québec                             | Bodens BK (Division 1)                   |
| 124. | Stefan Nilsson    | Schweden           | C        | Washington Capitals                             | Luleå HF (Elitserien)                    |
| 125. | Steve Scheifele   | Kanada             | RW       | Philadelphia Flyers                             | Stratford Cullitons (MWJHL)              |
| 126. | Jim Ennis         | Kanada             | D        | Edmonton Oilers                                 | Boston University (NCAA)                 |

### Runde 7
| #    | Spieler             | Nationalität       | Position | NHL-Team                                       | College-/Junioren-/Profi-Team         |
| ---- | ------------------- | ------------------ | -------- | ---------------------------------------------- | ------------------------------------- |
| 127. | Pär Djoos           | Schweden           | D        | Detroit Red Wings                              | Mora IK (Division 1)                  |
| 128. | Sean Krakiwsky      | Kanada             | RW       | Los Angeles Kings                              | Calgary Wranglers (WHL)               |
| 129. | Kevin Todd          | Kanada             | C        | New Jersey Devils                              | Prince Albert Raiders (WHL)           |
| 130. | Doug Hobson         | Kanada             | D        | Pittsburgh Penguins                            | Prince Albert Raiders (WHL)           |
| 131. | Mike Hartman        | Vereinigte Staaten | LW       | Buffalo Sabres                                 | North Bay Centennials (OHL)           |
| 132. | Dan Hie             | Kanada             | C        | Toronto Maple Leafs                            | Ottawa 67’s (OHL)                     |
| 133. | Jon Helgeson        | Vereinigte Staaten | LW       | Vancouver Canucks                              | Roseau High (US High School)          |
| 134. | Mark Vermette       | Kanada             | RW       | Nordiques de Québec (von Winnipeg Jets)        | Lake Superior State University (NCAA) |
| 135. | Rob Graham          | Vereinigte Staaten | RW       | New York Rangers                               | Guelph Platers (OHL)                  |
| 136. | Andy May            | Kanada             | C        | St. Louis Blues                                | Bramalea Blues (MetJBHL)              |
| 137. | Steve Torrel        | Vereinigte Staaten | C        | Hartford Whalers                               | Hibbing High (US High School)         |
| 138. | Will Andersen       | Kanada             | D        | New York Islanders (von Minnesota North Stars) | Victoria Cougars (WHL)                |
| 139. | Paul Beraldo        | Kanada             | C        | Boston Bruins                                  | Sault Ste. Marie Greyhounds (OHL)     |
| 140. | Mike Hudson         | Kanada             | C        | Chicago Blackhawks                             | Sudbury Wolves (OHL)                  |
| 141. | Lyle Odelein        | Kanada             | D        | Canadiens de Montréal                          | Moose Jaw Warriors (WHL)              |
| 142. | Rick Lessard        | Kanada             | D        | Calgary Flames                                 | Ottawa 67’s (OHL)                     |
| 143. | Rich Pilon          | Kanada             | D        | New York Islanders                             | Prince Albert Raiders (WHL)           |
| 144. | Jean-François Nault | Kanada             | C        | Nordiques de Québec                            | Bisons de Granby (LHJMQ)              |
| 145. | Peter Choma         | Kanada             | RW       | Washington Capitals                            | Belleville Bulls (OHL)                |
| 146. | Sami Wahlsten       | Finnland           | RW       | Philadelphia Flyers                            | TPS Turku (SM-liiga)                  |
| 147. | Ivan Matulík        | Tschechoslowakei   | RW       | Edmonton Oilers                                | Slovan Bratislava (1. Liga)           |

### Runde 8
| #    | Spieler          | Nationalität       | Position | NHL-Team              | College-/Junioren-/Profi-Team         |
| ---- | ---------------- | ------------------ | -------- | --------------------- | ------------------------------------- |
| 148. | Dean Morton      | Kanada             | D        | Detroit Red Wings     | Oshawa Generals (OHL)                 |
| 149. | Rene Chapdelaine | Kanada             | D        | Los Angeles Kings     | Lake Superior State University (NCAA) |
| 150. | Ryan Pardoski    | Kanada             | LW       | New Jersey Devils     | Calgary Canucks (AJHL)                |
| 151. | Steve Rohlik     | Vereinigte Staaten | LW       | Pittsburgh Penguins   | Hill-Murray High (US High School)     |
| 152. | François Guay    | Kanada             | C        | Buffalo Sabres        | Titan de Laval (LHJMQ)                |
| 153. | Steve Brennan    | Vereinigte Staaten | RW       | Toronto Maple Leafs   | New Prep School (US High School)      |
| 154. | Jeff Noble       | Kanada             | C        | Vancouver Canucks     | Kitchener Rangers (OHL)               |
| 155. | Frank Furlan     | Kanada             | G        | Winnipeg Jets         | Sherwood Park Crusaders (AJHL)        |
| 156. | Barry Chyzowski  | Kanada             | C        | New York Rangers      | St. Albert Saints (AJHL)              |
| 157. | Randy Skarda     | Vereinigte Staaten | D        | St. Louis Blues       | St. Thomas Academy (US High School)   |
| 158. | Ron Hoover       | Kanada             | LW       | Hartford Whalers      | Western Michigan University (NCAA)    |
| 159. | Scott Mathias    | Vereinigte Staaten | C        | Minnesota North Stars | University of Denver (NCAA)           |
| 160. | Brian Ferreira   | Vereinigte Staaten | C        | Boston Bruins         | Falmouth High (US High School)        |
| 161. | Marty Nanne      | Vereinigte Staaten | RW       | Chicago Blackhawks    | University of Minnesota (NCAA)        |
| 162. | Rick Hayward     | Vereinigte Staaten | D        | Canadiens de Montréal | Olympiques de Hull (LHJMQ)            |
| 163. | Mark Olsen       | Vereinigte Staaten | D        | Calgary Flames        | Colorado College (NCAA)               |
| 164. | Peter Harris     | Vereinigte Staaten | G        | New York Islanders    | Haverhill High (US High School)       |
| 165. | Keith Miller     | Kanada             | LW       | Nordiques de Québec   | Guelph Platers (OHL)                  |
| 166. | Lee Davidson     | Kanada             | C        | Washington Capitals   | Penticton Knights (BCJHL)             |
| 167. | Murray Baron     | Kanada             | D        | Philadelphia Flyers   | Vernon Lakers (BCJHL)                 |
| 168. | Nick Beaulieu    | Kanada             | LW       | Edmonton Oilers       | Voltigeurs de Drummondville (LHJMQ)   |

### Runde 9
| #    | Spieler            | Nationalität       | Position | NHL-Team              | College-/Junioren-/Profi-Team            |
| ---- | ------------------ | ------------------ | -------- | --------------------- | ---------------------------------------- |
| 169. | Marc Potvin        | Kanada             | RW       | Detroit Red Wings     | Stratford Cullitons (MWJHL)              |
| 170. | Trevor Pochipinski | Kanada             | D        | Los Angeles Kings     | Penticton Knights (BCJHL)                |
| 171. | Scott McCormack    | Vereinigte Staaten | D        | New Jersey Devils     | St. Paul’s High (US High School)         |
| 172. | Dave McLlwain      | Kanada             | C        | Pittsburgh Penguins   | North Bay Centennials (OHL)              |
| 173. | Sean Whitham       | Kanada             | D        | Buffalo Sabres        | Providence College (NCAA)                |
| 174. | Brian Bellefeuille | Vereinigte Staaten | RW       | Toronto Maple Leafs   | Canterbury High (US High School)         |
| 175. | Matt Merten        | Vereinigte Staaten | G        | Vancouver Canucks     | Stratford Cullitons (MWJHL)              |
| 176. | Mark Green         | Vereinigte Staaten | LW       | Winnipeg Jets         | New Hampton Prep (US High School)        |
| 177. | Pat Scanlon        | Vereinigte Staaten | LW       | New York Rangers      | Cretin Derham Hall High (US High School) |
| 178. | Martyn Ball        | Kanada             | LW       | St. Louis Blues       | St. Michael’s Buzzers (MetJBHL)          |
| 179. | Rob Glasgow        | Kanada             | RW       | Hartford Whalers      | Sherwood Park Crusaders (AJHL)           |
| 180. | Lance Pitlick      | Vereinigte Staaten | D        | Minnesota North Stars | Cooper High (US High School)             |
| 181. | Jeff Flaherty      | Vereinigte Staaten | RW       | Boston Bruins         | Weymouth High (US High School)           |
| 182. | Geoff Benic        | Kanada             | LW       | Chicago Blackhawks    | Windsor Compuware Spitfires (OHL)        |
| 183. | Antonín Routa      | Tschechoslowakei   | D        | Canadiens de Montréal | TJ Poldi SONP Kladno (1. Liga)           |
| 184. | Warren Sharples    | Kanada             | G        | Calgary Flames        | Penticton Knights (BCJHL)                |
| 185. | Jeff Jablonski     | Vereinigte Staaten | LW       | New York Islanders    | London Diamonds (WOJHL)                  |
| 186. | Pierre Millier     | Kanada             | LW       | Nordiques de Québec   | Saguenéens de Chicoutimi (LHJMQ)         |
| 187. | Tero Toivola       | Finnland           | RW       | Washington Capitals   | Tappara Tampere U20 (A-nuorten SM-sarja) |
| 188. | Blaine Rude        | Vereinigte Staaten | RW       | Philadelphia Flyers   | Fergus Falls High (US High School)       |
| 189. | Mike Greenlay      | Kanada             | G        | Edmonton Oilers       | Calgary Royals (AMHL)                    |

### Runde 10
| #    | Spieler         | Nationalität       | Position | NHL-Team              | College-/Junioren-/Profi-Team       |
| ---- | --------------- | ------------------ | -------- | --------------------- | ----------------------------------- |
| 190. | Scott King      | Kanada             | G        | Detroit Red Wings     | Vernon Lakers (BCJHL)               |
| 191. | Paul Kelly      | Kanada             | RW       | Los Angeles Kings     | Guelph Platers (OHL)                |
| 192. | Frédéric Chabot | Kanada             | G        | New Jersey Devils     | Gouverneurs de Sainte-Foy (LHMAAAQ) |
| 193. | Kelly Cain      | Kanada             | C        | Pittsburgh Penguins   | London Knights (OHL)                |
| 194. | Kenton Rein     | Kanada             | G        | Buffalo Sabres        | Prince Albert Raiders (WHL)         |
| 195. | Sean Davidson   | Kanada             | RW       | Toronto Maple Leafs   | Toronto Marlboros (OHL)             |
| 196. | Marc Lyons      | Kanada             | D        | Vancouver Canucks     | Kingston Canadians (OHL)            |
| 197. | John Blue       | Vereinigte Staaten | G        | Winnipeg Jets         | University of Minnesota (NCAA)      |
| 198. | Joe Ranger      | Kanada             | D        | New York Rangers      | London Knights (OHL)                |
| 199. | Rod Thacker     | Kanada             | D        | St. Louis Blues       | Hamilton Steelhawks (OHL)           |
| 200. | Sean Evoy       | Kanada             | G        | Hartford Whalers      | Cornwall Royals (OHL)               |
| 201. | Dan Keczmer     | Vereinigte Staaten | D        | Minnesota North Stars | Detroit Little Caesars (MWEHL)      |
| 202. | Greg Hawgood    | Kanada             | D        | Boston Bruins         | Kamloops Blazers (WHL)              |
| 203. | Glenn Lowes     | Kanada             | LW       | Chicago Blackhawks    | Toronto Marlboros (OHL)             |
| 204. | Éric Bohémier   | Kanada             | G        | Canadiens de Montréal | Olympiques de Hull (LHJMQ)          |
| 205. | Doug Pickell    | Kanada             | LW       | Calgary Flames        | Kamloops Blazers (WHL)              |
| 206. | Kerry Clark     | Kanada             | RW       | New York Islanders    | Saskatoon Blades (WHL)              |
| 207. | Chris Lappin    | Vereinigte Staaten | D        | Nordiques de Québec   | Canterbury High (US High School)    |
| 208. | Bob Babcock     | Kanada             | D        | Washington Capitals   | Sault Ste. Marie Greyhounds (OHL)   |
| 209. | Shaun Sabol     | Vereinigte Staaten | D        | Philadelphia Flyers   | St. Paul Vulcans (USHL)             |
| 210. | Matt Lanza      | Vereinigte Staaten | D        | Edmonton Oilers       | Winthrop High (US High School)      |

### Runde 11
| #    | Spieler           | Nationalität       | Position | NHL-Team              | College-/Junioren-/Profi-Team            |
| ---- | ----------------- | ------------------ | -------- | --------------------- | ---------------------------------------- |
| 211. | Tom Bissett       | Vereinigte Staaten | LW       | Detroit Red Wings     | Michigan Technological University (NCAA) |
| 212. | Russ Mann         | Vereinigte Staaten | D        | Los Angeles Kings     | St. Lawrence University (NCAA)           |
| 213. | John Andersen     | Kanada             | C        | New Jersey Devils     | Oshawa Generals (OHL)                    |
| 214. | Stan Drulia       | Vereinigte Staaten | RW       | Pittsburgh Penguins   | Belleville Bulls (OHL)                   |
| 215. | Troy Arndt        | Kanada             | D        | Buffalo Sabres        | Portland Winter Hawks (WHL)              |
| 216. | Mark Holick       | Kanada             | RW       | Toronto Maple Leafs   | Saskatoon Blades (WHL)                   |
| 217. | Todd Hawkins      | Kanada             | LW       | Vancouver Canucks     | Belleville Bulls (OHL)                   |
| 218. | Matthew Côté      | Kanada             | D        | Winnipeg Jets         | Lake Superior State University (NCAA)    |
| 219. | Russ Parent       | Kanada             | D        | New York Rangers      | South Winnipeg Blues (MJHL)              |
| 220. | Terry MacLean     | Kanada             | C        | St. Louis Blues       | Chevaliers de Longueuil (LHJMQ)          |
| 221. | Cal Brown         | Kanada             | D        | Hartford Whalers      | Penticton Knights (BCJHL)                |
| 222. | Garth Joy         | Kanada             | D        | Minnesota North Stars | Hamilton Steelhawks (OHL)                |
| 223. | Staffan Malmquist | Schweden           | C        | Boston Bruins         | Leksands IF (Elitserien)                 |
| 224. | Chris Thayer      | Vereinigte Staaten | C        | Chicago Blackhawks    | Kent High (US High School)               |
| 225. | Charlie Moore     | Kanada             | LW       | Canadiens de Montréal | Belleville Bulls (OHL)                   |
| 226. | Anders Lindström  | Schweden           | LW       | Calgary Flames        | Timrå IK (Division 1)                    |
| 227. | Dan Beaudette     | Vereinigte Staaten | RW       | New York Islanders    | St. Thomas Academy (US High School)      |
| 228. | Martin Latreille  | Kanada             | D        | Nordiques de Québec   | Titan de Laval (LHJMQ)                   |
| 229. | John Schratz      | Kanada             | D        | Washington Capitals   | Amherst (USA Jr. B)                      |
| 230. | Brett Lawrence    | Vereinigte Staaten | RW       | Philadelphia Flyers   | Rochester Jr. Americans (USA Jr. B)      |
| 231. | Mojmír Božík      | Tschechoslowakei   | D        | Edmonton Oilers       | VSŽ Košice (1. Liga)                     |

### Runde 12
| #    | Spieler          | Nationalität           | Position | NHL-Team                                | College-/Junioren-/Profi-Team                |
| ---- | ---------------- | ---------------------- | -------- | --------------------------------------- | -------------------------------------------- |
| 232. | Peter Ekroth     | Schweden               | D        | Detroit Red Wings                       | Södertälje SK (Elitserien)                   |
| 233. | Brian Hayton     | Kanada                 | D        | Los Angeles Kings                       | Guelph Platers (OHL)                         |
| 234. | Bill Butler      | Vereinigte Staaten     | D        | St. Louis Blues (von New Jersey Devils) | Northwood Prep (US High School)              |
| 235. | Rob Wilson       | Kanada                 | D        | Pittsburgh Penguins                     | Sudbury Wolves (OHL)                         |
| 236. | Doug Kirton      | Kanada                 | RW       | New Jersey Devils (von Buffalo Sabres)  | Orillia Travelways (OJHL)                    |
| 237. | Brian Hoard      | Kanada                 | D        | Toronto Maple Leafs                     | Hamilton Steelhawks (OHL)                    |
| 238. | Wladimir Krutow  | Sowjetunion            | LW       | Vancouver Canucks                       | ZSKA Moskau (Wysschaja Liga)                 |
| 239. | Arto Blomsten    | Schweden               | D        | Winnipeg Jets                           | Djurgårdens IF (Elitserien)                  |
| 240. | Søren True       | Danemark               | LW       | New York Rangers                        | IK Skovbakken (1. division)                  |
| 241. | David O’Brien    | Vereinigte Staaten     | RW       | St. Louis Blues                         | Northeastern University (NCAA)               |
| 242. | Brian Verbeek    | Kanada                 | C        | Hartford Whalers                        | Kingston Canadians (OHL)                     |
| 243. | Kurt Stahura     | Vereinigte Staaten     | LW       | Minnesota North Stars                   | Williston Academy (US High School)           |
| 244. | Joel Gardner     | Kanada                 | C        | Boston Bruins                           | Sarnia Bees (WOJHL)                          |
| 245. | Sean Williams    | Kanada                 | C        | Chicago Blackhawks                      | Oshawa Generals (OHL)                        |
| 246. | Karel Svoboda    | Tschechoslowakei       | RW       | Canadiens de Montréal                   | TJ Škoda Plzeň (1. Liga)                     |
| 247. | Antonín Stavjaňa | Tschechoslowakei       | D        | Calgary Flames                          | TJ Gottwaldov (1. Liga)                      |
| 248. | Paul Thompson    | Kanada                 | D        | New York Islanders                      | Norman Northstars (MMAAAHL)                  |
| 249. | Sean Boudreault  | Vereinigte Staaten     | D        | Nordiques de Québec                     | Mount Saint Charles Academy (US High School) |
| 250. | Scott McCrory    | Kanada                 | C        | Washington Capitals                     | Oshawa Generals (OHL)                        |
| 251. | Dan Stephano     | Vereinigte Staaten     | G        | Philadelphia Flyers                     | Northwood Prep (US High School)              |
| 252. | Tony Hand        | Vereinigtes Konigreich | C        | Edmonton Oilers                         | Murrayfield Racers (BHL)                     |

## Statistik
| Rang | Nationalität       | Anzahl |
| ---- | ------------------ | ------ |
|      | Nordamerika        | 224    |
| 1.   | Kanada             | 162    |
| 2.   | Vereinigte Staaten | 62     |
|      | Europa             | 28     |
| 3.   | Finnland           | 10     |
| 4.   | Schweden           | 9      |
| 5.   | Tschechoslowakei   | 6      |
| 6.   | Sowjetunion        | 1      |
| 6.   | Dänemark           | 1      |
| 6.   | Großbritannien     | 1      |

| Rang | Position             | Anzahl |
| ---- | -------------------- | ------ |
| 1.   | Verteidiger          | 91     |
| 2.   | Center               | 49     |
| 3.   | linke Flügelstürmer  | 48     |
| 4.   | rechte Flügelstürmer | 46     |
| 5.   | Torhüter             | 18     |

| Rang | Liga                                            | Anzahl |
| ---- | ----------------------------------------------- | ------ |
| 1.   | Ontario Hockey League (OHL)                     | 66     |
| 2.   | US High School                                  | 39     |
| 3.   | Western Hockey League (WHL)                     | 33     |
| 4.   | National Collegiate Athletic Association (NCAA) | 22     |
| 4.   | Ligue de hockey junior majeur du Québec (LHJMQ) | 22     |
| 6.   | Alberta Junior Hockey League (AJHL)             | 8      |
| 7.   | 1. Liga                                         | 6      |
| 7.   | SM-liiga                                        | 6      |
| 7.   | British Columbia Junior Hockey League (BCJHL)   | 6      |
| 10.  | Elitserien                                      | 5      |
| 11.  | Division 1                                      | 4      |
| 12.  | Hockey Canada                                   | 3      |
| 12.  | Canadian High School                            | 3      |
| 12.  | Manitoba Junior Hockey League (MJHL)            | 3      |
| 12.  | Mid-Western Junior Hockey League (MWJHL)        | 3      |
| 16.  | Canadian Interuniversity Athletics Union (CIAU) | 2      |
| 16.  | A-nuorten SM-sarja                              | 2      |
| 16.  | Metro Junior B Hockey League (MetJBHL)          | 2      |
| 16.  | Ontario Junior Hockey League (OJHL)             | 2      |
| 16.  | USA Jr. B                                       | 2      |
| 16.  | Western Ontario Junior Hockey League (WOJHL)    | 2      |
| 22.  | 1. division                                     | 1      |
| 22.  | I-divisioona                                    | 1      |
| 22.  | II-divisioona                                   | 1      |
| 22.  | Alberta Midget Hockey League (AMHL)             | 1      |
| 22.  | British Hockey League (BHL)                     | 1      |
| 22.  | Ligue de Hockey Midget AAA du Québec (LHMAAAQ)  | 1      |
| 22.  | Manitoba AAA Midget Hockey League (MMAAAHL)     | 1      |
| 22.  | Midwest Elite Hockey League (MWEHL)             | 1      |
| 22.  | North American Hockey League (NAHL)             | 1      |
| 22.  | United States Hockey League (USHL)              | 1      |
| 22.  | Wysschaja Liga                                  | 1      |

## Rückblick

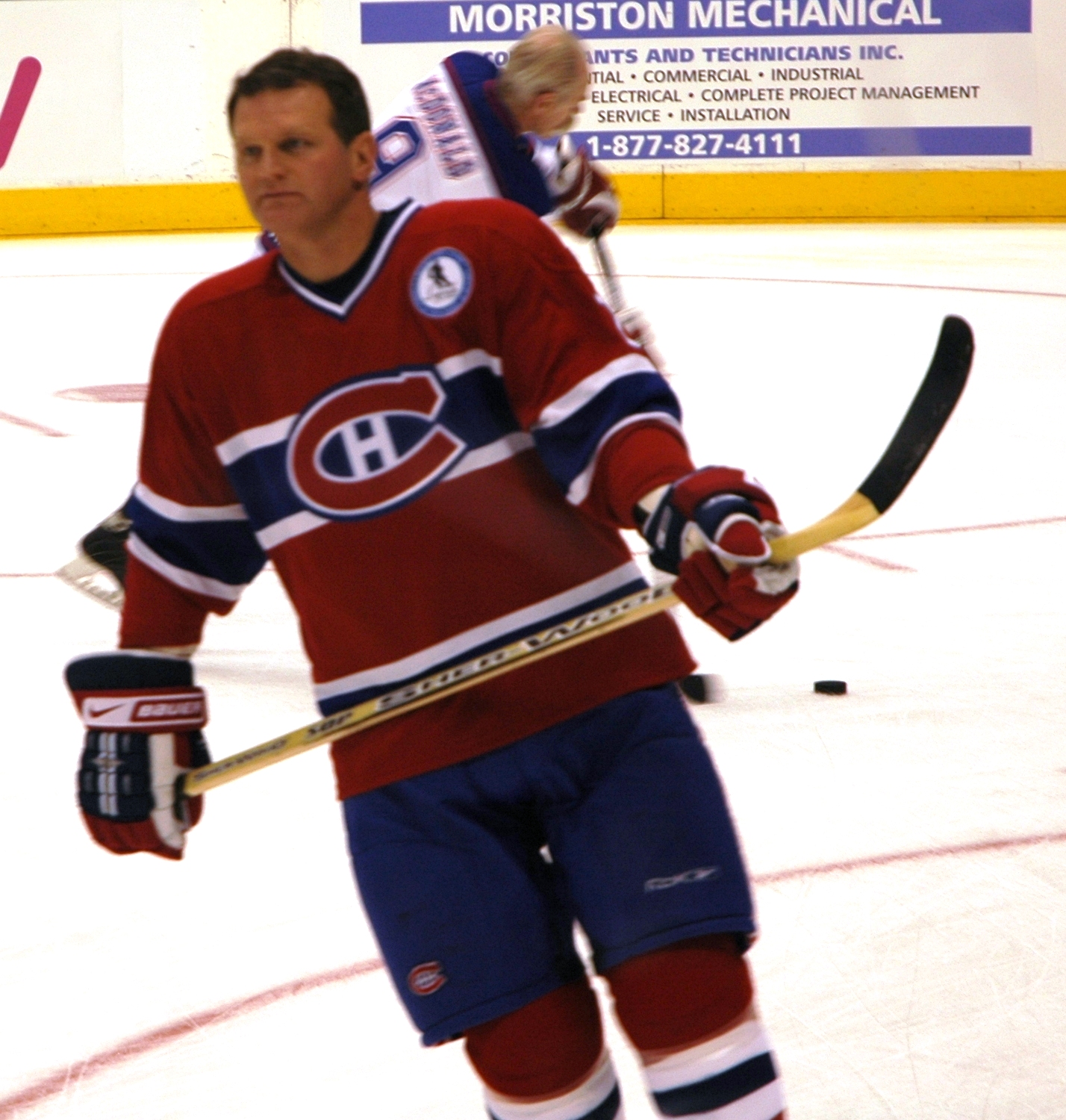
Vincent Damphousse, statistisch bester Spieler dieses Jahrgangs

Alle Spieler dieses Draft-Jahrgangs haben ihre Profikarrieren beendet. Die Tabellen zeigen die jeweils fünf besten Akteure in den Kategorien Spiele, Tore, Vorlagen und Scorerpunkte sowie die drei Torhüter mit den meisten Siegen in der NHL. Darüber hinaus haben 109 der 252 gewählten Spieler (ca. 43 %) mindestens eine NHL-Partie bestritten.
Abkürzungen: Sp = Spiele, T = Tore, V = Assists, Pkt = Scorerpunkte, S = Siege; Fett: Bestwert
| Pick | Spieler            | Position | Sp   | T   | V   | Pkt  |
| ---- | ------------------ | -------- | ---- | --- | --- | ---- |
| 6.   | Vincent Damphousse | C        | 1378 | 432 | 773 | 1205 |
| 9.   | Brian Leetch       | D        | 1205 | 247 | 781 | 1028 |
| 11.  | Scott Young        | RW       | 1181 | 342 | 415 | 757  |
| 13.  | Craig Janney       | C        | 760  | 188 | 563 | 751  |
| 29.  | Teppo Numminen     | D        | 1372 | 117 | 520 | 637  |
| 22.  | Adam Graves        | LW       | 1152 | 329 | 287 | 616  |
| 2.   | Jimmy Carson       | C        | 626  | 275 | 286 | 561  |

| Pick | Spieler       | Sp  | S   |
| ---- | ------------- | --- | --- |
| 81.  | Ron Tugnutt   | 537 | 186 |
| 64.  | Tim Cheveldae | 340 | 149 |
| 61.  | Jim Hrivnak   | 85  | 34  |